# Kattehunsur, Heggadadevankote
Kattehunsur là một làng thuộc tehsil Heggadadevankote, huyện Mysore, bang Karnataka, Ấn Độ.